# Membros permanentes do Conselho de Segurança das Nações Unidas
Os Membros permanentes do Conselho de Segurança das Nações Unidas, também conhecidos como os Cinco Permanentes ou P5, incluem os cinco governos das seguintes nações: China, França, Rússia, Reino Unido e os Estados Unidos. Os membros representam as cinco grandes potências vencedoras da Segunda Guerra Mundial. Cada um dos membros permanentes possui o poder de veto, que os permite evitar a adoção de qualquer resolução pela organização.

## Membros Permanentes

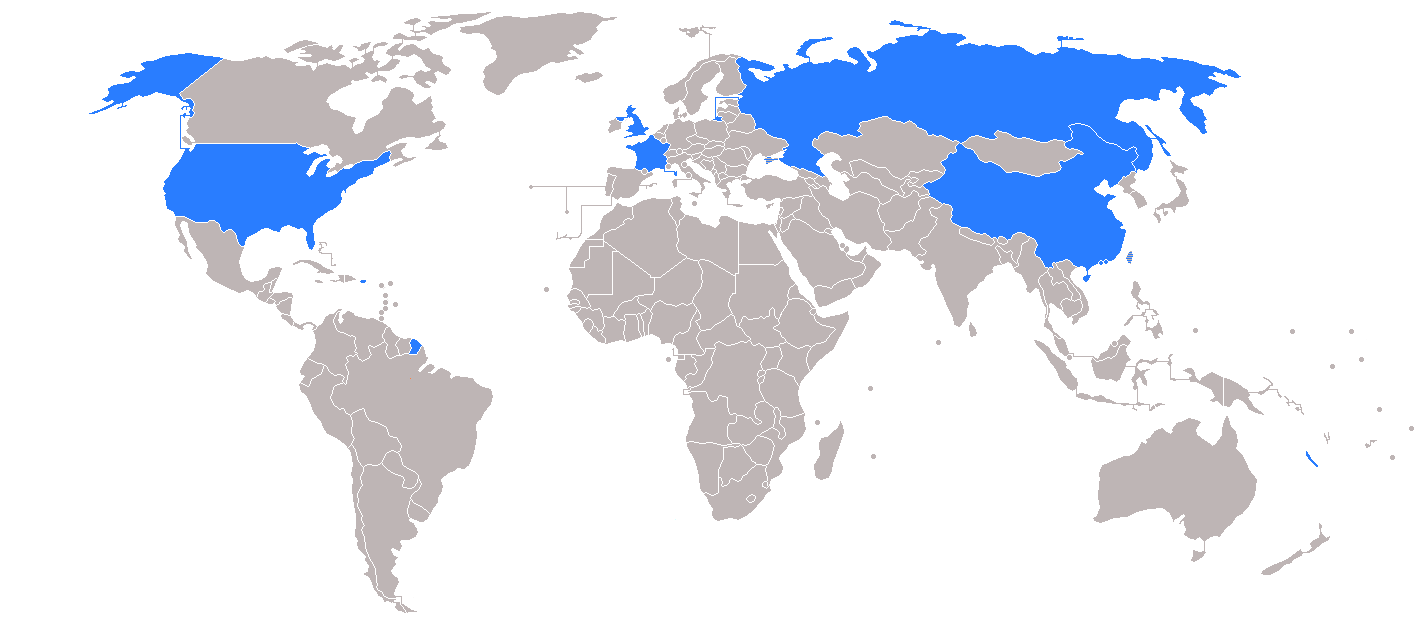
Localização dos Membros Permanentes do Conselho de Segurança das Nações Unidas.

| Estado-membro  | Capital          | Região              | PIB (nominal) | População     | Forças armadas                                                                     | Legislatura                |
| -------------- | ---------------- | ------------------- | ------------- | ------------- | ---------------------------------------------------------------------------------- | -------------------------- |
| China          | Pequim           | Ásia Oriental       | 17,7          | 1 411 750 000 | Forças Terrestres Marinha Força Aérea                                              | Congresso Nacional do Povo |
| Estados Unidos | Washington, D.C. | América do Norte    | 23,3          | 335 499 000   | Exército Marinha Fuzileiros Navais Força Aérea                                     | Congresso                  |
| França         | Paris            | Europa Ocidental    | 2,9           | 68 184 000    | Exército de Terra Marinha Nacional Exército do Ar e do Espaço Gendarmaria Nacional | Parlamento                 |
| Reino Unido    | Londres          | Europa Setentrional | 3,1           | 67 026 292    | Exército Britânico Marinha Real Britânica Força Aérea Real                         | Parlamento                 |
| Rússia         | Moscou           | Europa Oriental     | 1,7           | 146 424 729   | Forças Terrestres Forças Aeroespaciais Marinha da Rússia                           | Assembleia Federal         |

## História

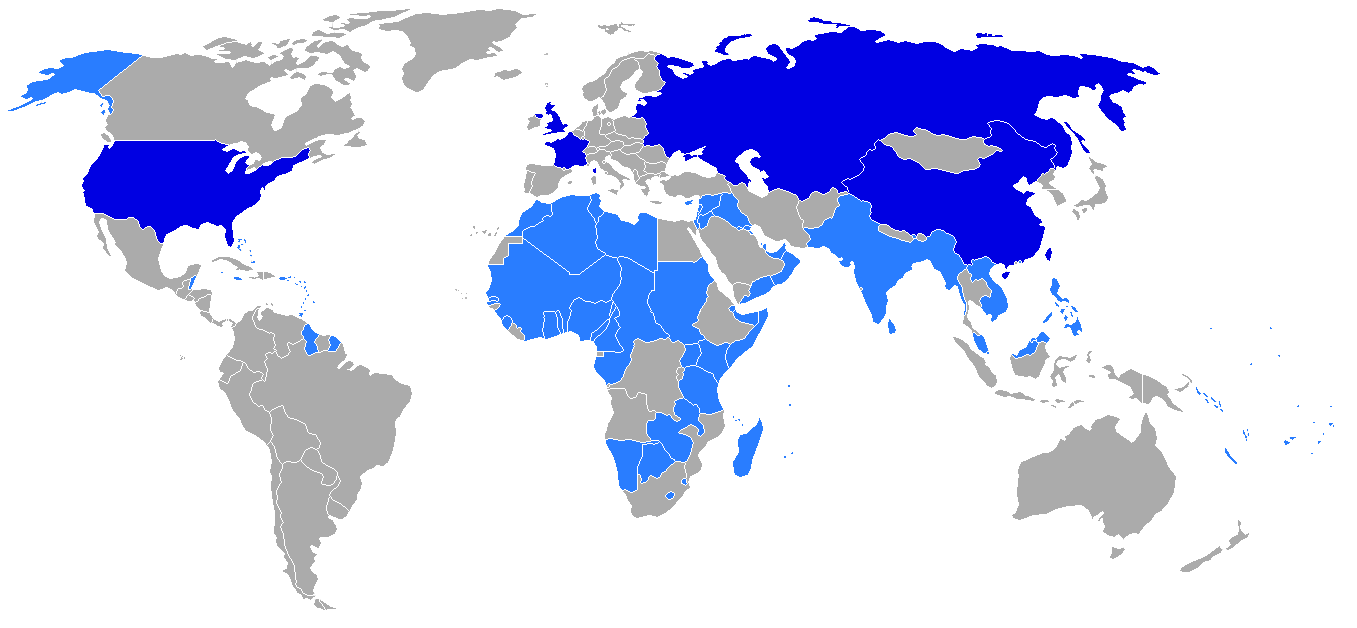
Os Membros Permanentes do Conselho de Segurança das Nações Unidas em 1945 (azul escuro) com suas respectivas colônias e outros territórios (azul claro).

Na fundação das Nações Unidas, em 1945, os cinco membros permanentes do Conselho de Segurança foram a República Francesa, a República da China, o Reino Unido, os Estados Unidos e a União Soviética. Houve, desde então, duas modificações nos assentos, apesar de o texto original da Carta das Nações Unidas não ter sido modificado:

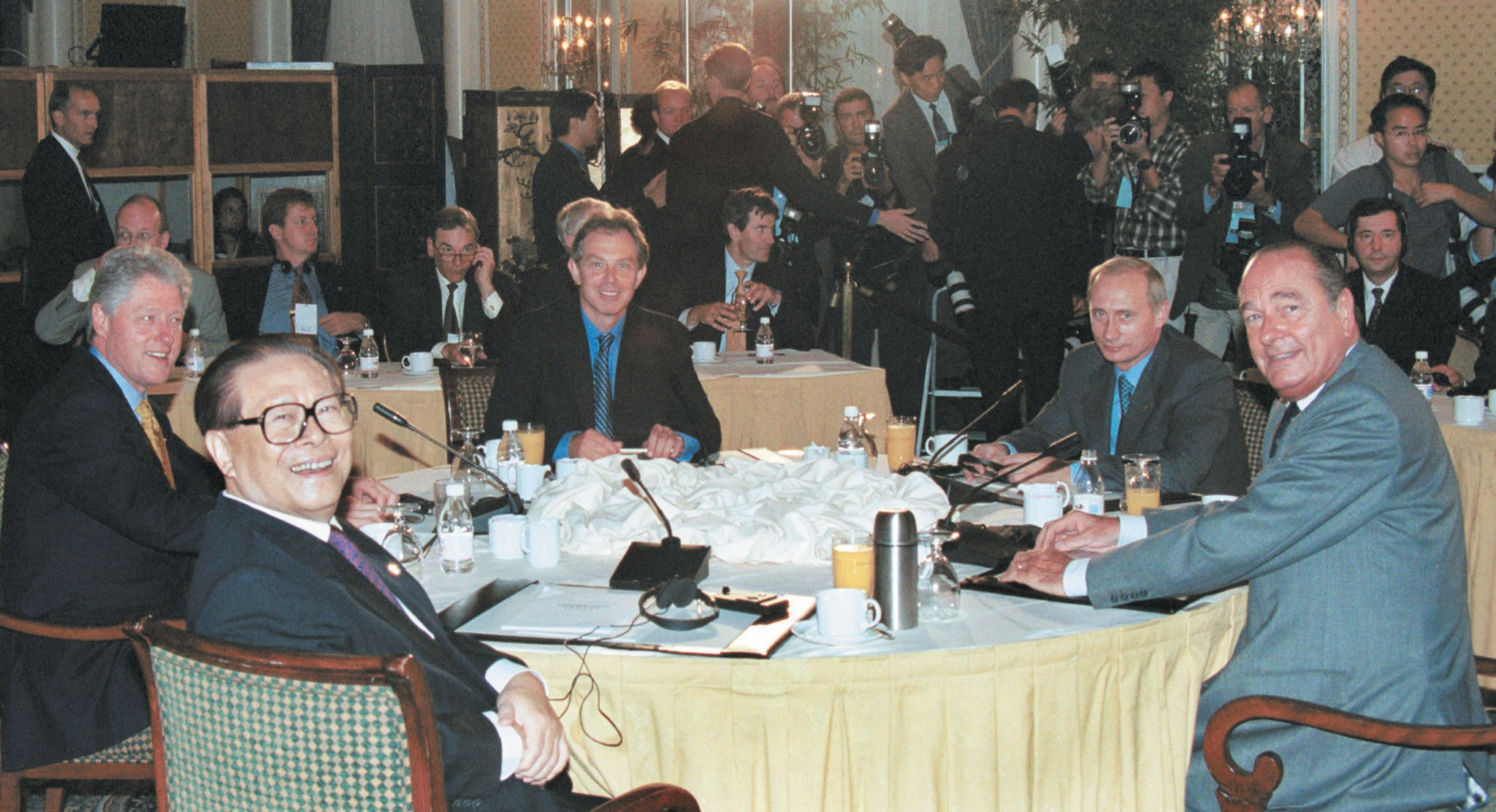
Líderes dos Membros permanentes durante uma cimeira em 2000. Em sentido horário: O Presidente chinês Jiang Zemin, o Presidente estadunidense Bill Clinton, o Primeiro-ministro britânico Tony Blair, o Presidente russo Vladimir Putin e o Presidente francês Jacques Chirac.

- A representação da China era originalmente mantida pelo governo nacionalista da República da China. Contudo, o regime foi derrotado na Guerra Civil Chinesa e exilado na ilha de Taiwan, em 1949. O Partido Comunista Chinês passou a controlar a China continental e estabeleceu a República Popular da China. Em 1971, a Resolução 2758 da Assembleia Geral das Nações Unidas reconheceu o governo da República Popular da China como representante legal do povo chinês na organização, e concedeu-o o assento no Conselho de Segurança que antes pertencia à República da China. Ambos os governos ainda reivindicam oficialmente o território alheio. Contudo, somente 22 dos Estados membros reconhecem a soberania do governo taiwanês.

- Após a Dissolução da União Soviética em 1991, a Rússia foi reconhecida como Estado sucessor legal do regime soviético e passou a ocupar sua vaga.

Adicionalmente, a França reformou seu governo como Quinta República Francesa em 1958, sob a liderança de Charles de Gaulle. A França manteve sua vaga no Conselho de Segurança, já que não houve mudança em seu status ou reconhecimento internacional, apesar de que muitos de seus territórios ultramarinos conquistaram suas independências.
Os cinco membros permanentes do Conselho de Segurança são as potências vitoriosas da Segunda Guerra Mundial e têm mantido juntas as mais poderosas forças militares do planeta. Estas potências ocupam o topo do Ranking anual de países por gastos militares há décadas; em 2011, elas investiram mais de 1 trilhão de dólares em defesa, equivalendo a mais de 60% dos gastos militares globais (somente os Estados Unidos equivaleram a 40%). O P5 também representa os seis maiores exportadores de armamento (juntamente com a Alemanha) e são as únicas quatro nações oficialmente reconhecidas como "Estados com armas nucleares" pelo Tratado de Não-Proliferação Nuclear (TNP), apesar de que haja alguns outros Estados com posse de armamentos nucleares.

## Poder de veto
O "poder de veto" refere-se ao veto exercido pelos membros permanentes, permitindo-os evitar a adoção de qualquer resolução "substantiva" do Conselho de Segurança. O veto não se aplica a votos procedimentais.
O veto é exercido quando algum membro permanente - um dos "P5" - vota contra uma resolução do Conselho. A abstenção ou ausência do voto por um membro permanente não evita que uma resolução venha a ser adotada.

## Expansão

As Nações G4: Brasil, Alemanha, Índia e Japão. Muitos apoiam as candidaturas dos outros membros do grupo ao Conselho de Segurança, porém sofrem oposição de vários outros membros das Nações Unidas.

Há propostas da introdução de novos membros permanentes. Os candidatos comumente mencionados são Brasil, Alemanha, Índia e Japão. Estes países compõem um grupo denominado Nações G4, apoiando mutuamente as candidaturas uns dos outros pela membresia permanente. Reino Unido, França e Rússia apoiam a adesão do G4 ao Conselho de Segurança. Este tipo de reforma têm sido tradicionalmente oposto pelo grupo "União pelo consenso", composto primariamente por rivais regionais e competidores econômicos dos países do G4. O grupo é capitaneado por Itália e Espanha (em oposição à Alemanha); México, Colômbia e Argentina (em oposição ao Brasil); Paquistão (em oposição à Índia); e Coreia do Sul (em oposição ao Japão), além de Turquia, Indonésia e outros. Desde 1992, Itália e outros membros do grupo têm proposto a criação de assentos semi-permanentes ou a expansão do número de assentos não-permanentes.
A maioria dos candidatos principais à membresia permanente são eleitos regularmente ao Conselho de Segurança por seus respectivos grupos: Japão e Brasil foram eleitos a dez biênios, e Alemanha para três. A Índia foi eleita ao Conselho por sete vezes no total, com a mais recente vitória em 2010 após um hiato de aproximadamente vinte anos.
Em 2013, os atuais membros "P5" do Conselho de Segurança, juntamente com o G4, equivalem a oito dos dez maiores orçamentos militares do mundo, de acordo com o SIPRI.

## Líderes dos Membros Permanentes
| País           | Título            | Incumbente | Incumbente      | Início de mandato      | Tempo no cargo              | Partido político    |
| -------------- | ----------------- | ---------- | --------------- | ---------------------- | --------------------------- | ------------------- |
| China          | Presidente        |            | Xi Jinping      | 15 de novembro de 2012 | 12 anos, 4 meses e 4 dias   | Partido Comunista   |
| Estados Unidos | Presidente        |            | Joe Biden       | 20 de janeiro de 2021  | 4 anos, 1 mês e 27 dias     | Partido Democrata   |
| França         | Presidente        |            | Emmanuel Macron | 14 de maio de 2017     | 7 anos, 10 meses e 5 dias   | Renascimento        |
| Reino Unido    | Primeiro-ministro |            | Keir Starmer    | 5 de julho de 2024     | 8 meses e 14 dias           | Partido Trabalhista |
| Rússia         | Presidente        |            | Vladimir Putin  | 7 de maio de 2012      | 12 anos, 10 meses e 12 dias | Independente        |